# Arthur John Evans

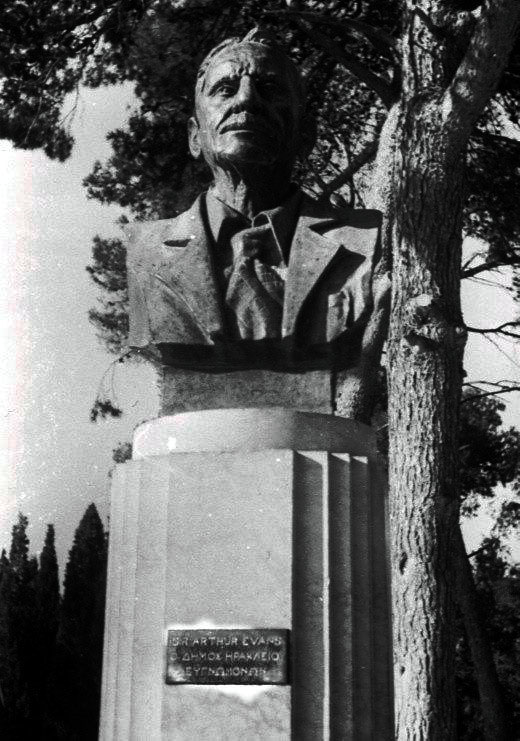
Buste van Evans

Arthur John Evans (Nash Mills (Hertfordshire), 8 juli 1851 - Youlbury (Oxfordshire), 11 juli 1941) was een Engelse archeoloog. Hij verwierf bekendheid door zijn opgraving van het paleis van Knossos.
De nog geen 1,60 meter lange Evans was van groot belang voor de geschiedenis van Kreta vanwege de opgraving van het paleis van Knossos en het onderzoek dat hij deed naar de Minoïsche beschaving. Hij volgde op de geschiedenis gericht onderwijs aan de Harrow school in Harrow on the Hill, de Universiteit van Oxford en de Georg-August-Universiteit in het Duitse Göttingen.
Evans reisde veel door Oost-Europa en werkte als correspondent op de Balkan voor de ‘Manchester Guardian’. Evans deed veel onderzoek naar een oude locatie bij het huidige Skopje.
Hij was getrouwd met Margaret Freeman. Ze leefden samen in Ragusa, het huidige Dubrovnik in Kroatië. Evans werd echter uit het land verbannen nadat hij was beschuldigd van spionage in Herzegovina in 1882. Hierop keerde hij met Margaret terug naar het Engelse Oxford. Van 1884 tot 1904 was Evans conservator van het Ashmolean Museum te Oxford. Margaret stierf in 1893 aan de ziekte tuberculose.
In 1894 bracht Evans voor het eerst een bezoek aan Kreta. Sinds de plek van het paleis van Knossos ontdekt werd, deed Evans onderzoek naar het schrift van de Minoërs. Toen Kreta in 1898 zelfstandigheid verwierf, kocht hij het terrein van de opgravingen aan. Vervolgens deed hij hier van 1900 tot 1931 opgravingen. Hiervoor nam hij ongeveer 100 werknemers aan en spendeerde hij 250.000 Engelse ponden. Van 1921 tot 1935 schreef hij bovendien het werk "Het paleis van Minos te Knossos", waarin hij zijn opgravingen beschreef. Dit zesdelige (dus niet vier- of vijfdelig, zoals in andere publicaties valt te lezen) werk wordt gezien als de bijbel van de Minoïsche architectuur. Evans schreef nog tientallen andere publicaties met betrekking tot de Minoïsche beschaving, waarin hij zich onder andere bezighield met het schrift uit die periode.
Evans was een alom gerespecteerd archeoloog. In 1911 ontving hij een koninklijke onderscheiding voor zijn werk. In 1936 de Copley Medal. Bij de ingang van het paleis van Knossos is een borstbeeld geplaatst ter nagedachtenis aan hem.
Evans overleed op 11 juli 1941, op negentigjarige leeftijd, in het Engelse Youlbury.